# Parafia Świętego Jana Chrzciciela w Jeżowem
Parafia Świętego Jana Chrzciciela w Jeżowem – najmłodsza parafia rzymskokatolicka w Jeżowem, erygowana przez biskupa sandomierskiego Krzysztofa Nitkiewicza 25 października 2009 roku.

Parafia liczy około 1 600 wiernych.